# Hôtel Moskva (Belgrade)
Pour les articles homonymes, voir Hôtel Moskva.
L'hôtel Moskva (en serbe cyrillique : Хотел Москва ; en serbe latin : Hotel Moskva), ce qui signifie Moscou, est un hôtel de Belgrade, la capitale de la Serbie. Construit en 1906, l'Hôtel Moskva est l'un des plus anciens hôtels de Serbie. En raison de sa valeur architecturale, il est inscrit sur la liste des monuments culturels de grande importance de la république de Serbie et sur la liste des biens culturels de la ville de Belgrade.

## Emplacement
L'hôtel Moskva est situé sur la place de Terazije, le centre de la ville de Belgrade. Il se situe au carrefour de trois rues : Terazije, Prizrenska et Balkanska. Situé au sommet de Terazijska Terasa, il offre une vue privilégiée sur le quartier de Novi Beograd, situé de l'autre côté de la Save. Deux autres hôtels sont situés à proximité, Balkan et Kasina, respectivement situés dans la rue Prizrenska et sur Terazije. L'immeuble du Palata Albanija et la fontaine de Terazije, édifiée en 1860, se trouvent également dans les parages de l'hôtel.

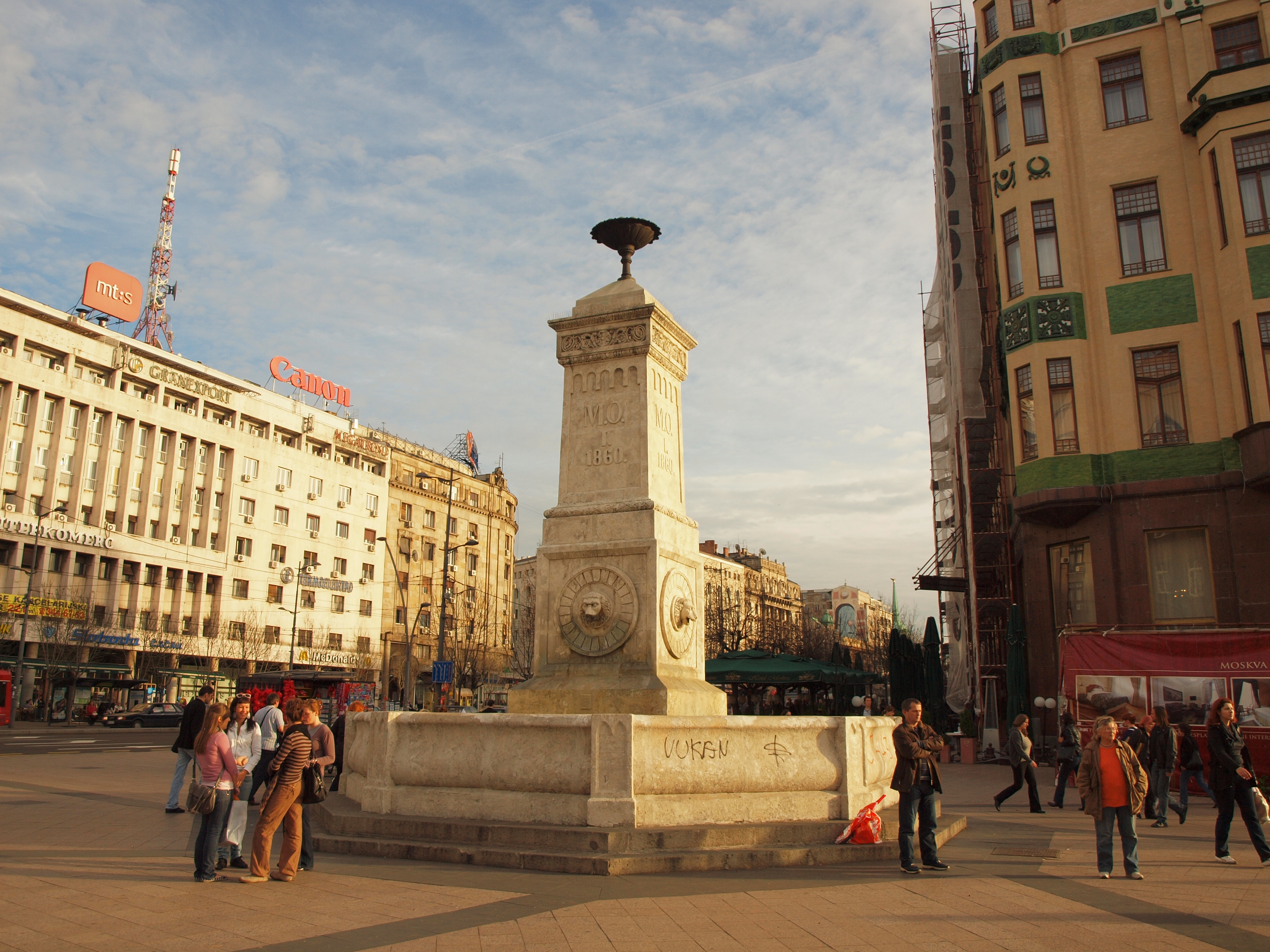
La fontaine de Terazije

## Histoire

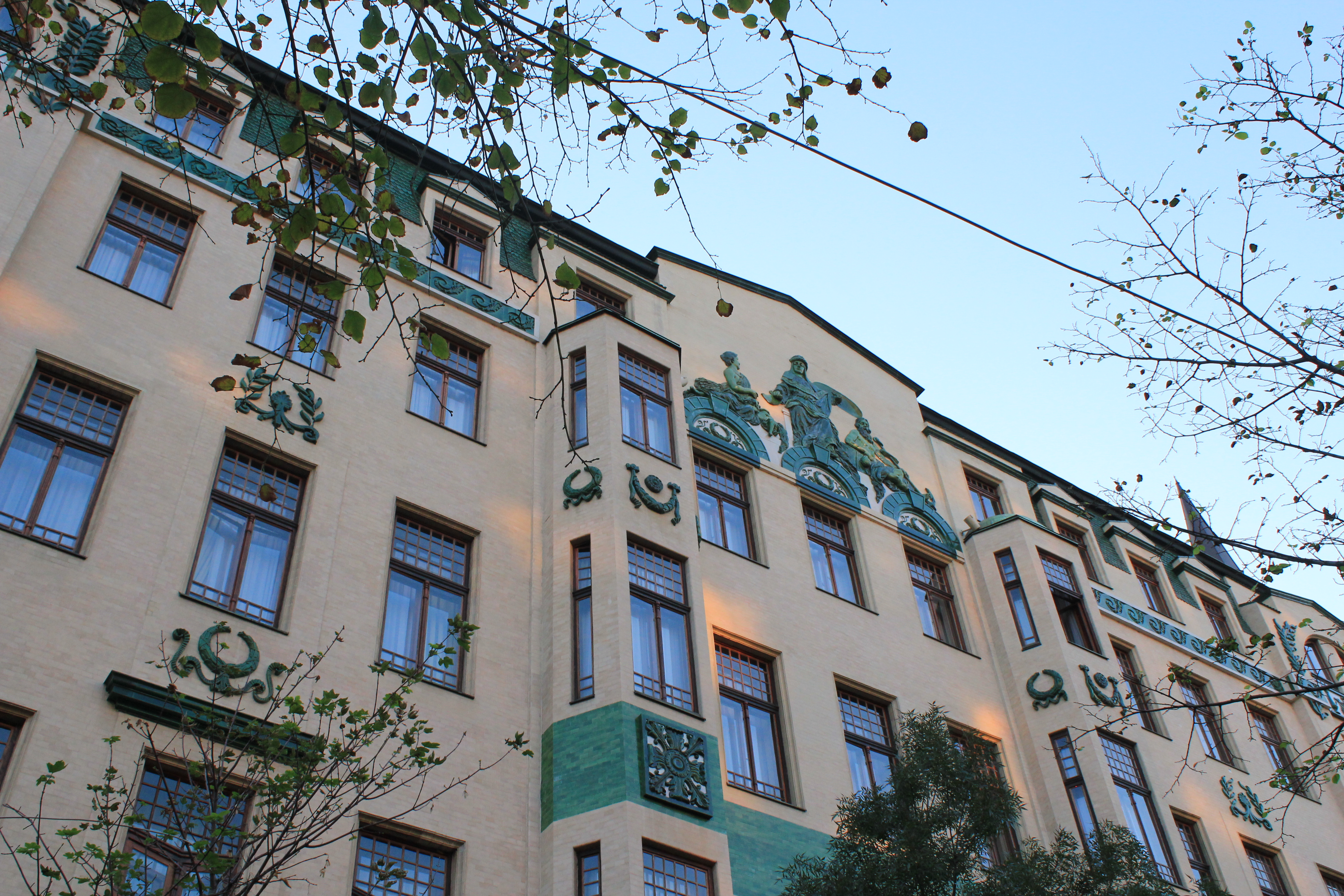
Détail de la façade

À l'emplacement de l'hôtel Moskva se trouvait une auberge appelée Velika Srbija, la « Grande Serbie ». Cette auberge fut remplacée par l'édifice actuel, dont la construction débuta en 1906. L'hôtel ouvrit ses portes le 16 janvier 1908, inauguré par le roi de Serbie Pierre Ier. La construction avait été réalisée par des capitaux russes, raison pour laquelle il prit son nom de Hotel Moskva, « hôtel de Moscou ». Peu après son ouverture, il devint le siège du Comité olympique de Serbie et d'un club de journalistes et d'écrivains. En 1923, la Banque postale d'épargne occupa le bâtiment, racheté en 1938 par la Banque nationale de Yougoslavie. En 1941, au cours de Seconde Guerre mondiale, l'hôtel devint le quartier général de la Gestapo ; le bâtiment fut alors renommé Velika Srbija, d'après l'ancien nom de l'auberge qu'il remplaçait ; ce quartier général possédait ses propres générateurs et son propre système d'alimentation en eau ; il fut un des derniers bâtiments de Belgrade libéré à la fin de la guerre, en 1944. Lors de la retraite allemande, des toiles de maître, de l'argenterie et de la vaisselle en vermeil disparurent de l'hôtel. Après la guerre, l'hôtel Mosksva devint un lieu de rencontre privilégié pour l'élite culturelle de la nouvelle république fédérative socialiste de Yougoslavie. Il fut régulièrement fréquenté par l'écrivain Ivo Andrić, prix Nobel de littérature, et par le poète Vasko Popa.

## Architecture

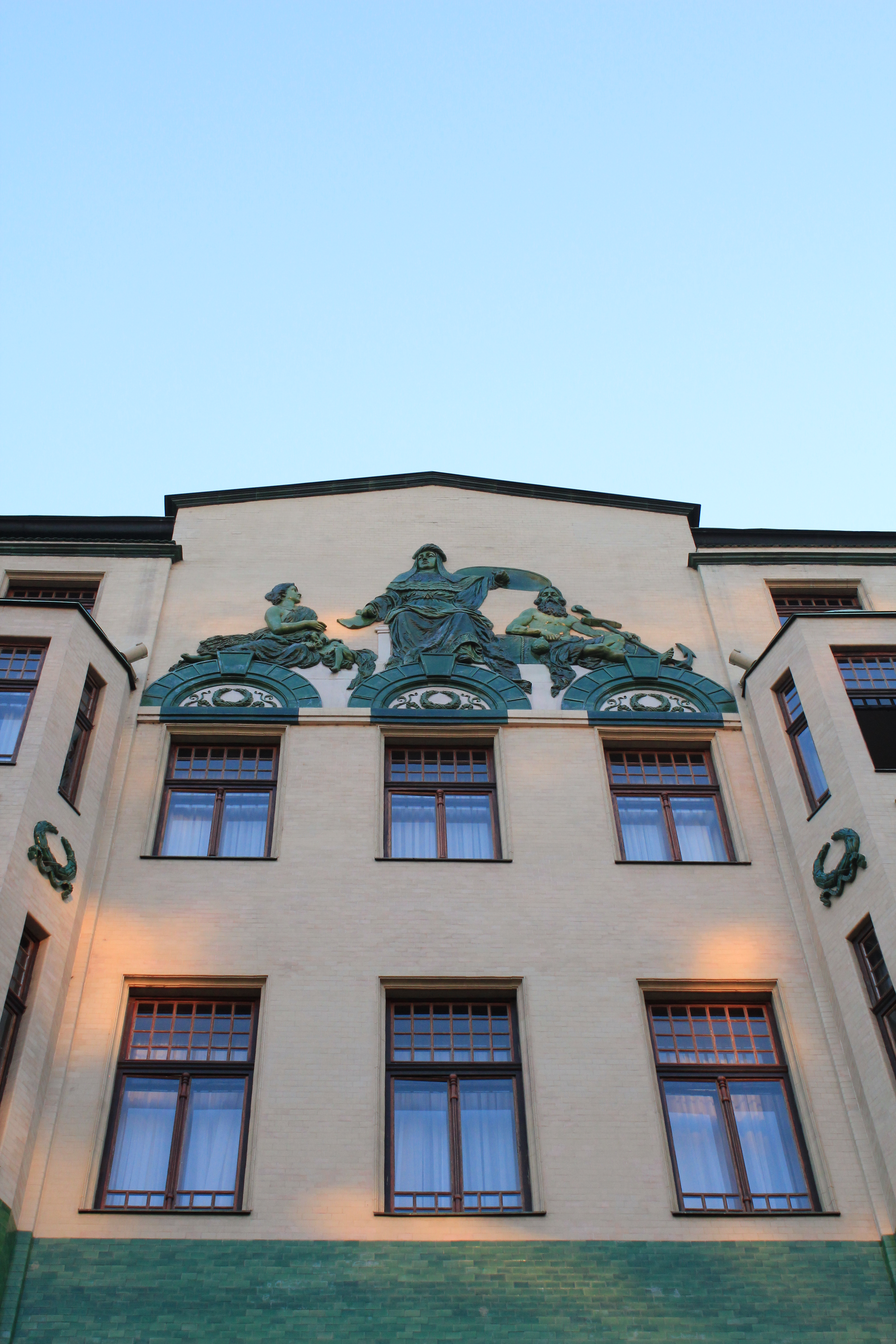
Autre détail

L'Hôtel Moskva a été conçu par l'architecte Jovan Ilkić, dans le style de l'Art nouveau ; il était considéré comme audacieux pour l'époque, donnant à Belgrade un aspect résolument moderne ; de fait, la façade du bâtiment est constituée de plaques de céramiques. À l'origine, il comportait 36 chambres mais, après des rénovations diverses, il en compte aujourd'hui 132, dont 40 en duplex, ainsi que 6 suites.

## Caractéristiques
L'hôtel Moskva est un hôtel quatre étoiles. Parmi les célébrités qui y ont séjourné, on peut citer Alfred Hitchcock, Živojin Mišić, Orson Welles, Yves Montand, Robert De Niro, Jean-Paul Sartre, Rajiv Gandhi, Yasser Arafat, Ray Charles, Richard Nixon et beaucoup d'autres.
L'hôtel Moskva est également renommé pour son restaurant et sa pâtisserie, dont un gâteau qui porte le nom de Moskva šnit, créé en 1974. Le restaurant qui, à l'origine, proposait de la cuisine serbe et française, a diversifié son offre, avec, notamment, de la cuisine végétarienne.

## Société par actions
Depuis le 13 septembre 2005, l'hôtel est devenu une société par actions, Hotel Moskva a.d. Beograd, cotée à la Bourse de Belgrade (code BELEX : HMSK). Le 23 octobre 2012, l'action de  Hotel Moskva a.d. Beograd valait 4 000 RSD (35,37 EUR) et l'entreprise représentait une capitalisation boursière de 389 092 000 RSD, soit 3 441 108 EUR. L'action de la société a connu son cours le plus élevé, soit 11 310 RSD (100,02 EUR), le 24 octobre 2005 et son cours le plus bas, soit 3 000 RSD (26,54 EUR), le 29 décembre 2010,.
En octobre 2012, le directeur de Hotel Moskva a.d. Beograd était Miodrag Marinković.